# Album Blu
Album Blu è il terzo album del Coro Edelweiss, uscito nel 1997.
Si tratta della terza produzione discografica del Coro Edelweiss del C.A.I. di Torino; appaiono alcuni canti del coro S.A.T. di Trento ed alcuni canti armonizzati dal coro Edelweiss stesso. La Registrazione è stata effettuata dal vivo nella Chiesa di San Martino di Tours ad Alpignano(TO)

## Tracce
1. Mezzanot - arm. Edelweiss
2. Varda la luna - arm. Edelweiss
3. Stelutis alpinis - arm A. Pedrotti
4. I do gobeti - arm. Edelweiss
5. Gli aizimponeri - arm. Edelweiss
6. Camerè porta mez liter - arm. R. Dionisi
7. Partire partirò - arm. R. Tieppo
8. La Violeta - arm. Edelweiss
9. La sera dei baci - arm. F. Gervasi
10. Chi è 'l che bate - arm. R. Lunelli
11. C'erreno tre sorelle - arm. L. Pigarelli
12. Belle rose du printemps - arm. T. Usuelli
13. El grileto e la formicola - arm. L. Pigarelli